# Elaphria irresoluta
Elaphria irresoluta är en fjärilsart som beskrevs av Walker 1857. Elaphria irresoluta ingår i släktet Elaphria och familjen nattflyn. Inga underarter finns listade i Catalogue of Life.